# Simon Lichtenberg
Simon Lichtenberg (Berlino, 15 dicembre 1997) è un giocatore di snooker tedesco.

## Carriera

### 2014-2018
Dopo aver partecipato ad alcuni tornei nazionali, Simon Lichtenberg esordisce in uno professionistico al secondo evento dello European Tour 2014-2015, il Paul Hunter Classic, in cui viene battuto nel turno di pre-qualifica da Joe Steele. Riesce a qualificarsi per il quarto evento dello European Tour 2015-2016, sconfiggendo Jonathan Mabey e Jeff Jacobs, perdendo ai sessantaquattresimi contro Oliver Lines.
Nel 2016 il tedesco porta a casa il German Amateur Championship, superando Roman Dietzel in finale, per 4-2. Nel 2018 si laurea, invece, campione europeo Under-21, conquistandosi una carta d'accesso al Main Tour per due stagioni.

### Stagione 2018-2019
Lichtenberg debutta tra i professionista mancando la qualificazione per il Riga Masters, ma riesce a battere il campione del mondo 1997 Ken Doherty, con il punteggio di 5-2, nel turno preliminare del World Open. Nel corso dell'annata, il tedesco conquista solo un altro match, il primo turno del Paul Hunter Classic, vinto contro Wayne Brown.

## Ranking
| Stagione  | Ranking iniziale | Ranking finale |
| --------- | ---------------- | -------------- |
| 2018-2019 | Non classificato | 124            |
| 2019-2020 | 93               |                |